# La Cumbre de San Andrés
La Cumbre de San Andrés är en ort i Mexiko.   Den ligger i kommunen San Andrés Tenejapan och delstaten Veracruz, i den sydöstra delen av landet, 230 km öster om huvudstaden Mexico City. La Cumbre de San Andrés ligger 1 445 meter över havet och antalet invånare är 290.
Terrängen runt La Cumbre de San Andrés är kuperad åt sydost, men åt nordväst är den bergig. Runt La Cumbre de San Andrés är det ganska tätbefolkat, med 166 invånare per kvadratkilometer. Närmaste större samhälle är Orizaba, 8,5 km norr om La Cumbre de San Andrés. I omgivningarna runt La Cumbre de San Andrés växer i huvudsak städsegrön lövskog.